# Daniel Ali
Daniel Ali, né en 1959, est un universitaire kurde spécialiste de l'islam. Il est né au Kurdistan irakien et a vécu durant les massacres des Kurdes perpétrées par le régime irakien.

## Vie et travail
Alors qu'il est lycéen, Ali prend activement part à la résistance kurde contre Saddam Hussein.
En septembre 1995, il se convertit au christianisme catholique. 
Son premier livre Inside Islam: A Guide for Catholics, coécrit avec Robert Spencer, tente d'apporter aux catholiques les connaissances rudimentaires sur l'islam. Ecrit sous forme de questions-réponses, l'ouvrage aborde l'enseignement controversé de la notion Dieu dans l'islam, la place de la femme, le jihad, etc. 
Son second ouvrage, Out of Islam, Free at Last est un manuel à l'usage des musulmans afin de les amener à engager une réflexion critique sur le Coran.
Il a également participé à la réalisation du film documentaire Islam and Christianity de Mitch Pacwa